# 国際連合安全保障理事会決議230
国際連合安全保障理事会決議230（こくさいれんごうあんぜんほしょうりじかいけつぎ230、英: United Nations Security Council Resolution 230）は、1966年12月7日に国際連合安全保障理事会で採択された決議である。バルバドスの国際連合への加盟申請を検討した上で、国際連合総会に対して承認勧告を行った。